# Sue Birtwistle
Sue Birtwistle (Northwich, 1945) è una produttrice televisiva e autrice televisiva britannica.
Nata a Northwich, nella regione inglese del Cheshire, ha studiato drammaturgia e inglese al Coventry College of Education.
Nella sua carriera ha vinto molti premi per le sue produzioni, incluse Hotel du Lac, Orgoglio e pregiudizio ed Emma, ed è stata nominata al Premio BAFTA 2008 per Cranford.
Nel 2008, è stata premiata con un dottorato onorario dalla University of Chester.
È sposata con Richard Eyre e hanno una figlia, Lucy.

## Filmografia
- 1982: Oi for England
- 1985: Ragazze olandesi
- 1986: Hôtel du lac
- 1987: Scoop
- 1989: Ball Trap on the cote sauvage
- 1993: Anna Lee
- 1995: Orgoglio e pregiudizio
- 1996: Emma
- 1998: Re Lear
- 1999: Spose e figlie
- 2001: Armadillo